# قامشلی‌گل
قامشلی‌گل (به لاتین: Qamışlıgöl یک منطقه مسکونی در جمهوری آذربایجان است که در شهرستان جلیل‌آباد واقع شده‌است. قامشلی‌گل ۵۲۱ نفر جمعیت دارد.